# Francisco Linares Alcántara
Francisco de Paula Linares Alcántara (Turmero, Venezuela, 13 de abril de 1825-La Guaira, Venezuela, 30 de noviembre de 1878) fue un político y militar venezolano. Fue el presidente de Venezuela (1877-1878) y miembro del Partido Liberal de Venezuela. Fue el primer presidente de dicho país en morir en el cargo, a los 53 años. Fue sucedido por José Gregorio Valera.  

## Primeros años y familia

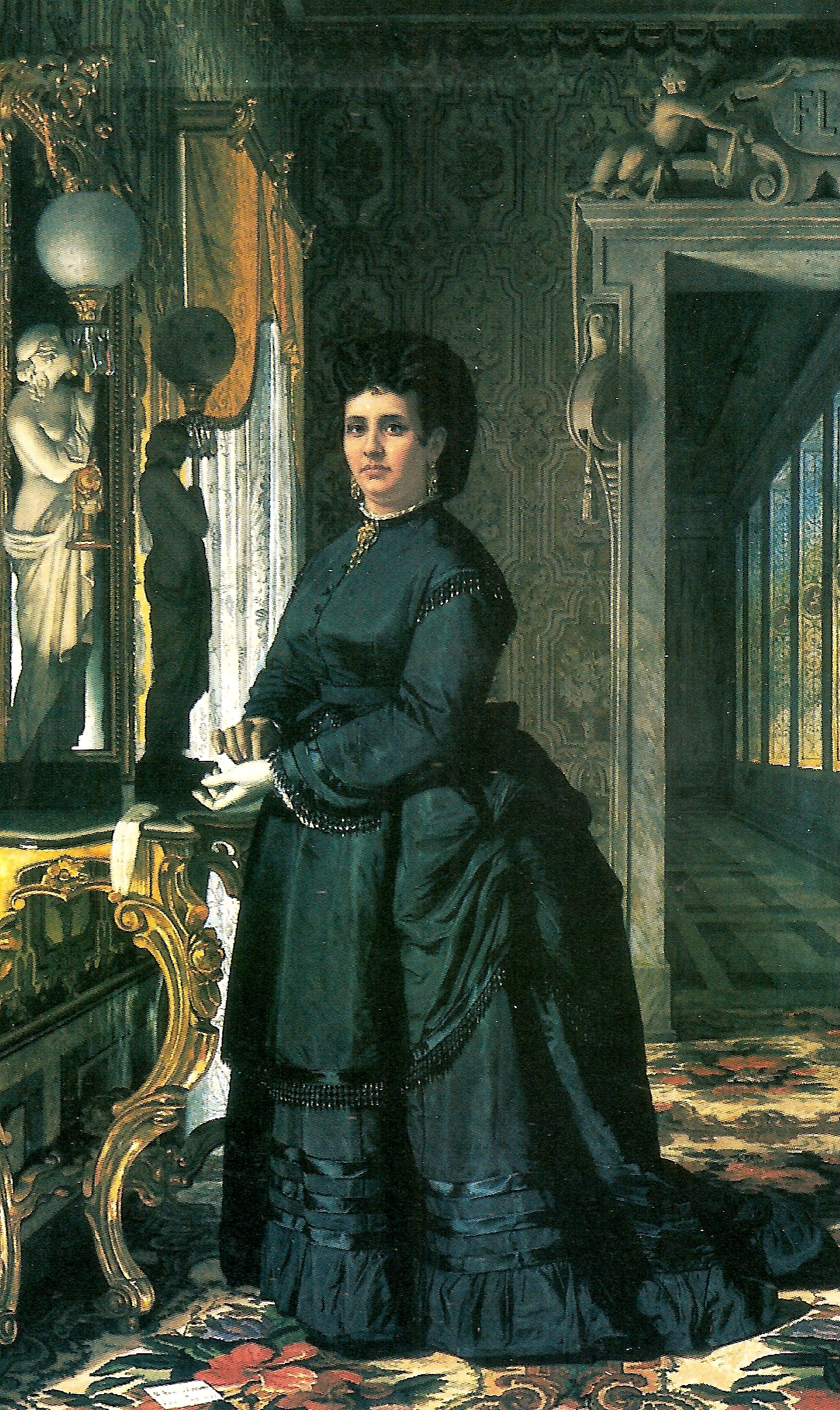
Belén Esteves Yánez de Linares Alcántara (esposa)

Francisco Linares Alcántara nació el 13 de abril de 1825 en Turmero, Aragua. Fue hijo de Francisco de Paula Alcántara, uno de los héroes de la Guerra de Independencia de Venezuela, y Trinidad Linares, una dama de servicio de Trujillo.

## Carrera
Con tan solo 21 años Francisco Linares Alcántara inicia la carrera militar, combate del lado del gobierno de Carlos Soublette durante la Insurrección campesina de 1846 protagonizadas por Ezequiel Zamora y Francisco José Rangel. Debido a la inestabilidad política en Venezuela de 1847 a 1858, Alcántara también luchó por defender las instituciones del estado durante las administraciones de José Tadeo Monagas y José Gregorio Monagas. Para 1854, se convirtió en diputado al Congreso Nacional por el estado Aragua. sin embargo se termina alzando alza contra José Tadeo Monagas, José Gregorio Monagas y Julián Castro. Antes de volver a luchar por el bando liberal durante la Guerra Federal (1859-1863) y junto a Antonio Guzmán Blanco por la causa liberal en contra de la Revolución Azul en 1868 y a favor de la Revolución de Abril en 1870.

## Presidencia
El presidente Antonio Guzmán Blanco, apadrina políticamente a Linares Alcántara y este resulta elegido presidente en 1877. Recibió el mando de manos de Guzmán el 27 de febrero de 1877 y luego este último partió a París. Su administración se hizo conocida por una mayor libertad de prensa, sus políticas liberales, como una mayor autonomía otorgada a los estados y amnistías política.
Entre otras labores, se destaca el hecho de que se trasladaron los restos del expresidente José María Vargas al Panteón Nacional. Por otro lado también emitió una orden con la cual se les daba permiso a todos los venezolanos que estaban en el exilio por razones políticas que regresaran al país, siendo uno de los aspectos políticos de su presidencia.
Estas acciones hicieron que fuera apodado como el “Gran Demócrata”, debido a que con estos hechos permitió la apertura política del país, en donde todas las personas pudieran expresar sus ideologías y pensamientos con total libertad.
Otras de las características del gobierno de Francisco Linares Alcántara, es que le permitió a los estados del país tener un mayor papel en el control del gasto nacional, para que así no solamente dependiera del gobierno nacional.

### Conflictos con el Guzmancismo
A pesar de que llegó al poder con la palanca de Guzmán Blanco, poco a poco se fue alejando de este y comenzó a tomar decisiones que iban en contra del pensamiento de su antiguo jefe. Por ejemplo, eliminó todos los decretos que había hecho, le quitó todos los rangos y condecoraciones que había recibido.

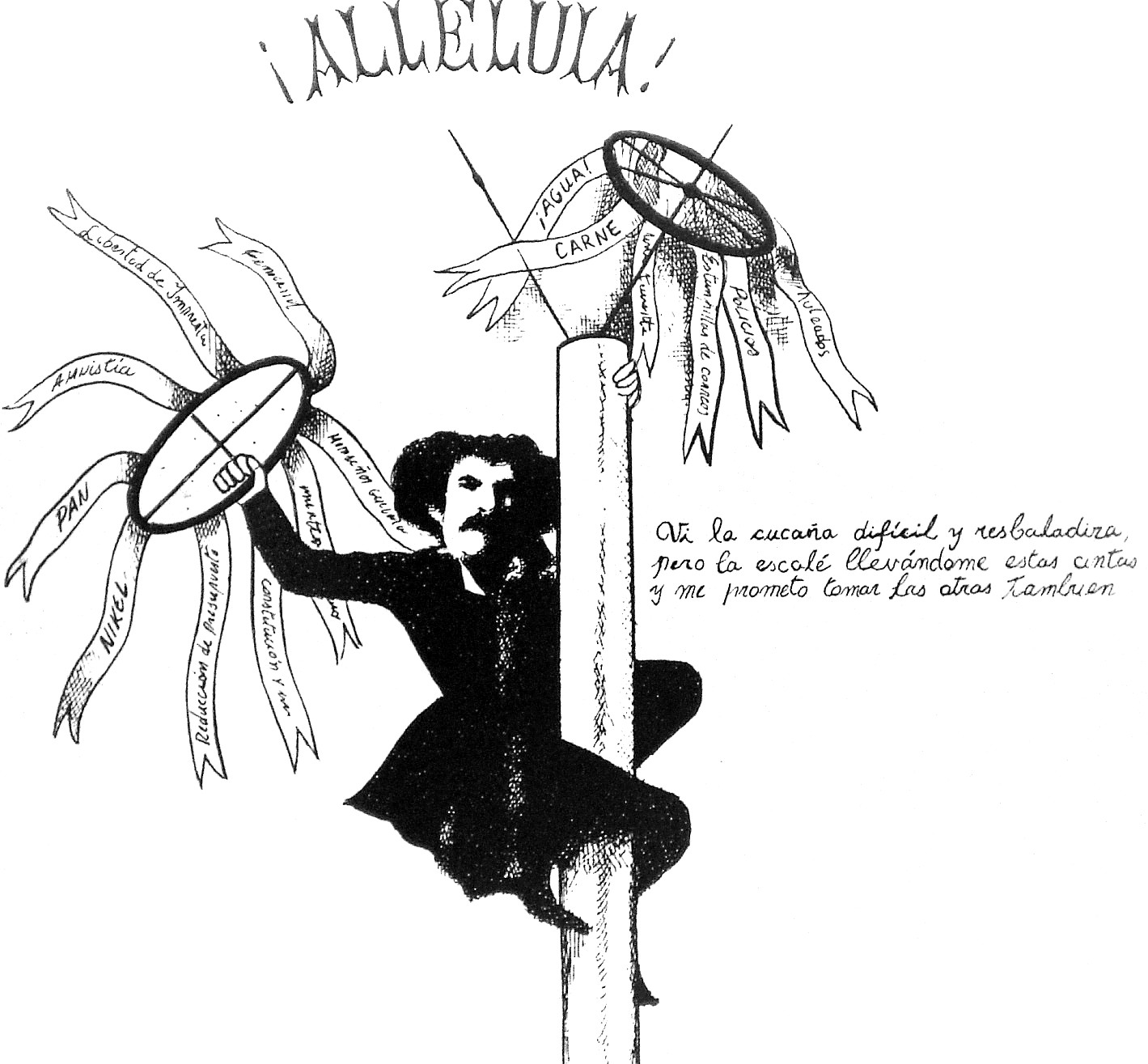
Caricatura de Francisco Linares Alcántara de 1877

Una de las primeras cosas que hace Linares Alcántara, es restaurar la libertad de prensa. lo cual dio pie a que comenzaran a surgir críticas contra la persona de Antonio Guzmán Blanco, el "Autócrata omnisciente, el Divino Ausente". Por lo cual Guzmán Blanco, quien era informado asiduamente por sus seguidores y aliados, consciente de todo lo que acaecía, le escribió a Linares Alcántara sobre la imperiosa necesidad de poner fin a tal pandemonio, pero este nunca le dio importancia al asunto.
No obstante, pronto se dieron acercamientos entre los opositores de Guzmán Blanco y Linares Alcántara, los cuales dieron como resultado el inicio de un intento de distanciamiento entre Alcántara y Guzmán, respaldado por los estudiantes universitarios, quienes clamaban por la desaparición del caudillo de la vida política del país, mediante asiduos escritos en la prensa y manifestaciones públicas, logrando dañar varias estatuas de Guzmán Blanco, durante las mismas.
Alcántara, buscó materializar el distanciamiento, pero no fue capaz de hacerlo, pues por más que estudiantes y grupos políticos lo respaldasen, dicho alejamiento resultaba imposible en un país donde todavía, los círculos del poder, le pertenecían a Guzmán. Los sectores burgueses, financieros y empresariales, veían con preocupación como las acciones de Alcántara perjudicaban sus interés, mientras que los militares fieles a Guzmán, entre ellos Joaquín Crespo, consideraban insultante, semejante traición al gran civilizador y muchos políticos, leales a Guzmán, se mantenían firmes ante la situación.

## Muerte

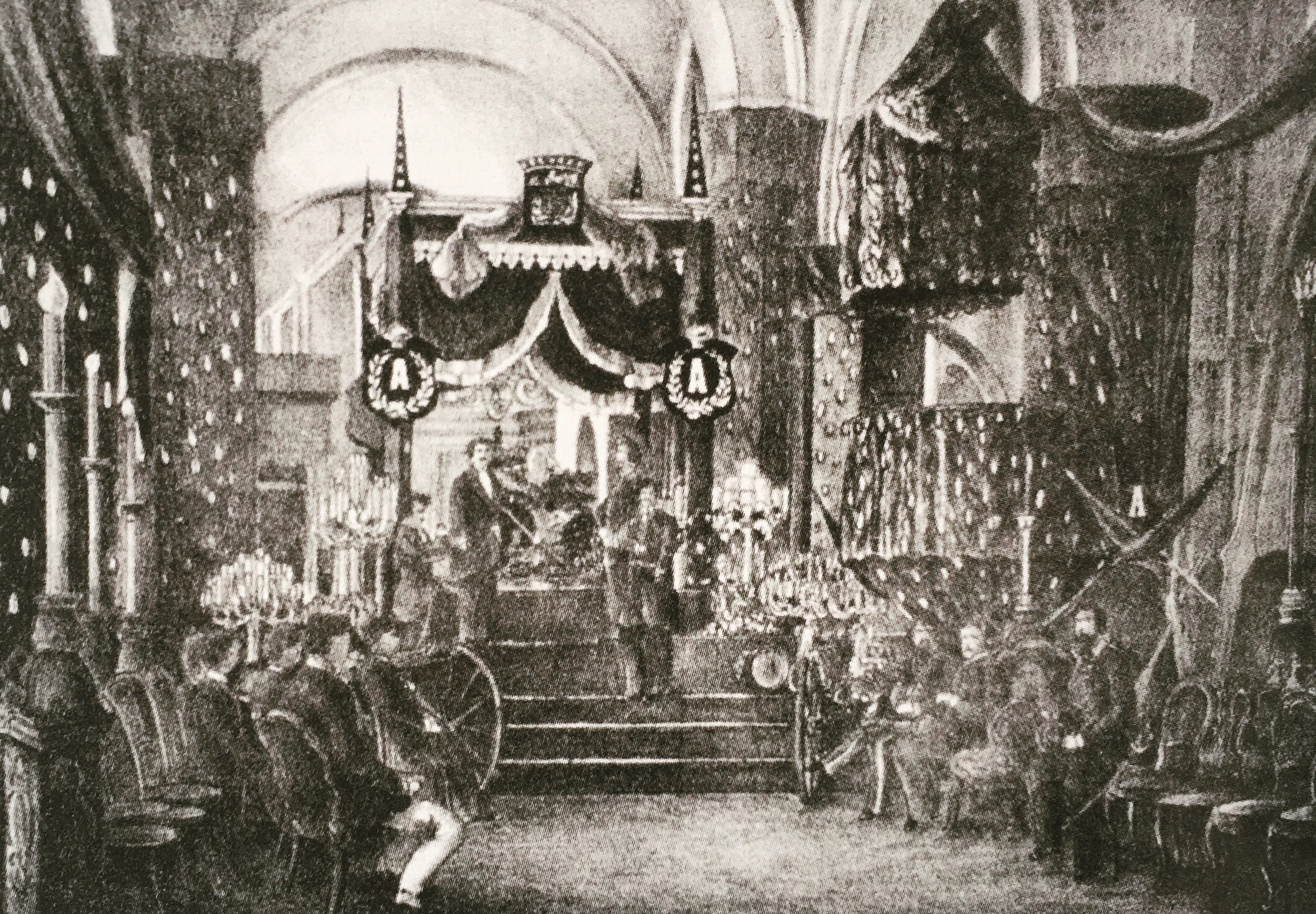
Capilla Ardiente de Francisco Linares Alcántara en la Catedral de Caracas

Todo esto ocasiona un clima de tensión constante, que permanece hasta que repentinamente muere el 30 de noviembre de 1878 durante un viaje a La Guaira, en la casa de la Compañía Guipuzcoana, donde convaleció por 9 días, debido a una afección bronquial que se agravó con rapidez. La muerte de Francisco Linares Alcántara, ocasiona que muchos de los líderes antiguzmancistas, comiencen a temer, pues proyectaron, que este había sido envenenado por los seguidores de Guzmán mediante un jugo de lechosa, aunque sin fundamento alguno, pues el diagnóstico médico determinaba que la razón de su muerte había sido una afección bronquial.
Tras la muerte de Francisco Linares Alcántara, el presidente de la Alta Corte Federal, Jacinto Gutiérrez, asume la presidencia conjuntamente con Laureano Villanueva y en diciembre el poder legislativo designa a José Gregorio Valera y Gregorio Cedeño como primer y segundo designado presidencial para gobernar hasta las elecciones correspondientes. Jacinto Gutiérrez, como presidente encargado, decreta el 9 de diciembre de 1878, el traslado de sus restos al Panteón Nacional.

## Vida personal
Francisco Linares Alcántara se casó con la llanera Belén Estévez en La Victoria el 25 de agosto de 1864, cuando ella tenía solo 15 años, con quien tuvo 6 hijos y quien se desempeñó como primera dama de Venezuela de 1877 a 1878.
Su hijo, general Francisco Linares Alcántara Estévez, luchó por Cipriano Castro durante la Revolución Libertadora.